# Melodik
Als Melodik bezeichnet man die Lehre von der Melodie bzw. der Melodiebildung, daneben das spezifische Erscheinungsbild der Melodien eines bestimmten Komponisten, einer bestimmten Gattung oder Epoche (z. B. „die Melodik der italienischen Oper“).
Die beiden Begriffe stehen in einem ähnlichen Verhältnis wie Harmonik und Harmonie. Während Melodie eine konkrete Tonfolge bezeichnet, beschreibt Melodik deren allgemeinere Charakteristika und das dahinterstehende System.